# Revoluția siciliană din 1848

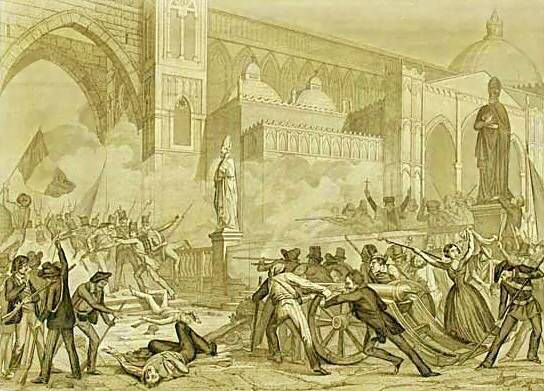
Revoluţia în Palermo (12 ianuarie 1848)

Revoluția siciliană din 1848 a avut loc într-un an al revoluțiilor și revoltelor populare. Revoluția siciliană din acel an a început la 12 ianuarie 1848, fiind una dintre primele din acel an. Ea venea într-un context în care în Sicilia avuseseră loc alte revolte de la începutul secolului. Rezultatul ei a fost o constituție care a rămas în vigoare timp de 16 luni, fiind una avansată pentru vremea ei în raport cu drepturile democratice, propunând și crearea unei confederații a statelor italiene. Ea a fost un preludiu al prăbușirii Regatului celor Două Sicilii, care a avut loc în 1860–1861 odată cu mișcarea Risorgimento.

## Regatul celor Două Sicilii
Fostele regate ale Neapolelui și Siciliei au fost unite în 1815 prin Congresul de la Viena sub conducerea dinastiei Bourbonilor. Ambele regate formaseră în trecut regatul normand și șvab al Siciliei în secolele al XII-lea și al XIII-lea, separat în două după Revolta Vesperilor Sicilieni din 1282.
Rădăcinile revoluției din 1848 se găsesc înainte de Congresul de la Viena, în 1812, în timpul tumultuoasei perioade napoleoniene când dinastia Bourbon a trebuit să plece din Napoli și să-și mute curtea regală la Palermo cu ajutorul marinei engleze. Nobilii sicilieni au profitat de ocazie pentru a-i forța pe Bourboni să accepte o nouă constituție pentru Sicilia bazată pe sistemul parlamentar Westminster, constituție destul de liberală pentru acea vreme. După Congresul de la Viena, însă, Ferdinand al IV-lea al Neapolelui (și al III-lea al Siciliei) a abolit imediat această constituție după ce s-a reîntors la curtea regală de la Napoli. Există o legătură puternică între această acțiune și diferitele revolte populare care au avut loc până la Risorgimento.

## Evenimentele politice și post-revoluționare
Revoluția din 1848 a fost organizată în Palermo și și-a avut centrul și originea acolo. Natura sa populară rezultă din faptul că afișele și manifestele au fost distribuite cu trei zile înainte de 12 ianuarie. Planul a prevăzut această coincidență cu ziua de naștere a lui Ferdinand al II-lea al celor Două Sicilii, născut chiar la Palermo în 1810 (în perioada napoleoniană). 
Nobilii sicilieni au reușit să resusciteze rapid constituția din 1812, care includea principiile democrației reprezentative și al rolului central al Parlamentului în guvernare. S-a avansat ideea unei confederații a tuturor statelor italiene.
Parlamentul sicilian nu a reușit să controleze orașul fortificat Messina, care avea să fie capul de pod folosit pentru înăbușirea revoluției. Acest oraș a fost cel care avea să reziste cel mai mult și atacurilor lui Garibaldi din 1860.
Sicilia a rezistat ca stat cvasiindependent timp de 16 luni, armata Bourbonilor ocupând-o cu forța la 15 mai 1849. În timpul revoluției, conducătorul țării a fost Ruggero Settimo (Ruggeru Sèttimu în siciliană). După capitulare, Settimo a fugit în Malta unde a fost primit cu toate onorurile unui șef de stat. El a rămas exilat acolo toată viața și a murit în 1863. După formarea noului Regat al Italiei în 1861, lui Settimo i s-a oferit postul de Președinte al Senatului în nou-înființatul parlament, dar starea precară a sănătății l-a împiedicat să accepte.
Revoluția începută la Palermo a fost doar una dintr-o serie lungă de astfel de evenimente din Italia, deși poate a fost mai violentă decât altele. S-a răspândit rapid pe insulă și în toată Italia și l-a determinat pe regele Sardiniei, Carlo Alberto, să urmeze exemplul lui Ferdinand al II-lea și să întocmească în grabă o constituție.